# Circuit du Bourbonnais
Pour les articles homonymes, voir Circuit du Bourbonnais (cyclisme).
Le circuit du Bourbonnais est un circuit automobile français situé dans le département de l’Allier dans la commune de Montbeugny, implanté sur l’aérodrome de Moulins - Montbeugny.

## Historique
Le circuit est homologué par la Commission Nationale d’Examen des Circuits de Vitesse (CNECV) depuis le 16 avril 2010, sa longueur est de 2 300 m et sa largeur de 10 m. Il est ouvert aux motos, aux voitures, aux side-cars.
Ce circuit est géré par la S.A.R.L. Driving Development.
Un arrêté du ministre de l'Intérieur du 9 avril 2018 précise les utilisations possibles du circuit.